# Parole rumori e anni
Parole, rumori e anni è un album raccolta di brani riarrangiati (il primo ufficiale) del cantautore italiano Fabrizio Moro, pubblicato il 9 febbraio 2018 da Sony Music e RCA Records.

## Descrizione
Composta da 15 brani, la raccolta contiene due inediti, tra cui Non mi avete fatto niente, con Ermal Meta, canzone vincitrice del Festival di Sanremo 2018, e Domenica. Inoltre racchiude altri 13 pezzi del cantautore completamente rivisitati, riarrangiati e rimasterizzati. Tra questi figurano Sono solo parole e Un'altra vita, canzoni che Moro ha scritto e affidato rispettivamente a Noemi ed Elodie, e che ha deciso di incidere per la prima volta.

## Promozione
La raccolta è stata pubblicata in occasione del Festival di Sanremo 2018, nel quale l'artista ha gareggiato e vinto con il brano Non mi avete fatto niente, in duetto con Ermal Meta.

## Tracce
Testi e musiche di Fabrizio Moro, eccetto dove indicato.
1. Parole, rumori e giorni – 3:31
2. Pensa – 3:45
3. Libero – 3:23
4. Portami via – 3:15 (Fabrizio Moro, Roberto Cardelli)
5. Non mi avete fatto niente (con Ermal Meta) – 3:26 (Ermal Meta, Fabrizio Moro, Andrea Febo)
6. Sono solo parole – 3:45
7. L'eternità – 3:18
8. Alessandra sarà sempre più bella – 4:39
9. Un'altra vita – 3:16 (Fabrizio Moro, Roberto Cardelli)
10. Sono come sono – 3:04
11. Acqua – 3:41 (Fabrizio Moro, Roberto Cardelli)
12. Domenica – 3:25
13. Eppure mi hai cambiato la vita – 3:26
14. Da una sola parte – 3:21
15. Il peggio è passato – 5:02

## Classifiche
| Classifica (2018) | Posizione massima |
| ----------------- | ----------------- |
| Italia            | 3                 |